# Wilhelm-Günther Vahrson

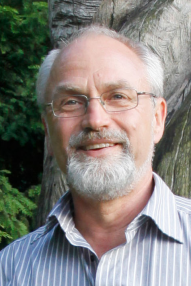
Wilhelm-Günther Vahrson (2012)

Wilhelm-Günther Vahrson (* Mai 1955 in Iserlohn) ist ein deutscher Geograph und Hochschullehrer. Von Dezember 1998 bis 2021 war er Präsident der Hochschule für nachhaltige Entwicklung Eberswalde.

## Leben und Wirken
Nach Besuch der Grundschule und des humanistischen Gymnasiums Steglitz in West-Berlin studierte Vahrson von 1975 bis 1982 Geographie und Mathematik an der Freien Universität Berlin, an der er 1985 im Rahmen des Sonderforschungsbereichs 69 „Geowissenschaftliche Probleme Arider Gebiete“ mit einer Dissertation zu Bodenphysik und Grundwassergenese in der Libyschen Wüste promoviert wurde.
Während einer mehrjährigen Gastprofessur an der Escuela de Ciencias Geográficas der Universidad Nacional Autónoma de Costa Rica widmete er sich neben der Lehre, Weiterbildung von Dozenten und der Curricularentwicklung den Themenfeldern der angewandten Klimatologie, des Bodenschutzes und Katastrophenschutzes. Hier leitete er verschiedene Projekte, oft in Kooperation mit der nationalen Katastrophenschutzorganisation („Comisión Nacional de Emergencias“) und der Ernährungs- und Landwirtschaftsorganisation der Vereinten Nationen.
Seit 1993 wirkt er als Hochschullehrer für das Fach Landschaftskunde am Fachbereich Landschaftsnutzung und Naturschutz an der 1992 wieder gegründeten damaligen Fachhochschule Eberswalde. Nach seiner Habilitation für Physische Geographie an der Humboldt-Universität zu Berlin im Jahr 1996 zum Thema „Charakteristika, Verteilung und geoökologische Bedeutung tropischer Starkregen“ ist er seit Dezember 1998 gewählter Rektor der damaligen FH Eberswalde und folgte damit dem inzwischen verstorbenen Gründungsrektor Gunther Wolff. 2018 wurde er für eine fünfte Amtszeit gewählt.
Während seiner Amtszeit setzte er ein großes Augenmerk auf eine systematische und sichtbare Profilierung der Eberswalder Hochschule auf das Themenfeld Nachhaltigkeit. Die Umbenennung zu und konsequente Ausrichtung als Hochschule für nachhaltige Entwicklung Eberswalde wurde von ihm vorangetrieben.
Nachdem er 2018 in seinem Amt wiedergewählt wurde, ging er am 28. Februar 2021 in den Ruhestand.

## Engagement
- Vorstandsmitglied in der  Johannes-Schubert-Stiftung
- Vorstandsmitglied im Eberswalder Förderverein
- Vorstandsmitglied der  Forschungsplattform Klimawandel
- Vorstandsmitglied  Wissenschaftsstiftung Barnim
- Mitglied im  Nachhaltigkeitsbeirat Land Brandenburg
- Mitglied im Naturschutzbeirat des Landes Brandenburg
- Mitglied der Lokalen Agenda 21 Eberswalde
- mehrfach Sprecher der Brandenburgischen Landesrektorenkonferenz
- Stiftungsratsmitglied der Stiftung WaldWelten und der Bürgerstiftung Barnim-Uckermark